# Mimocorycella pestai
Mimocorycella pestai – gatunek widłonoga z rodziny Corycaeidae. Nazwa naukowa tego gatunku skorupiaków została opublikowana w 1929 roku przez francuskiego biologa Maurice'a Rose (1882–1969).